# Friedrich Wilhelm Otte (konstnär)

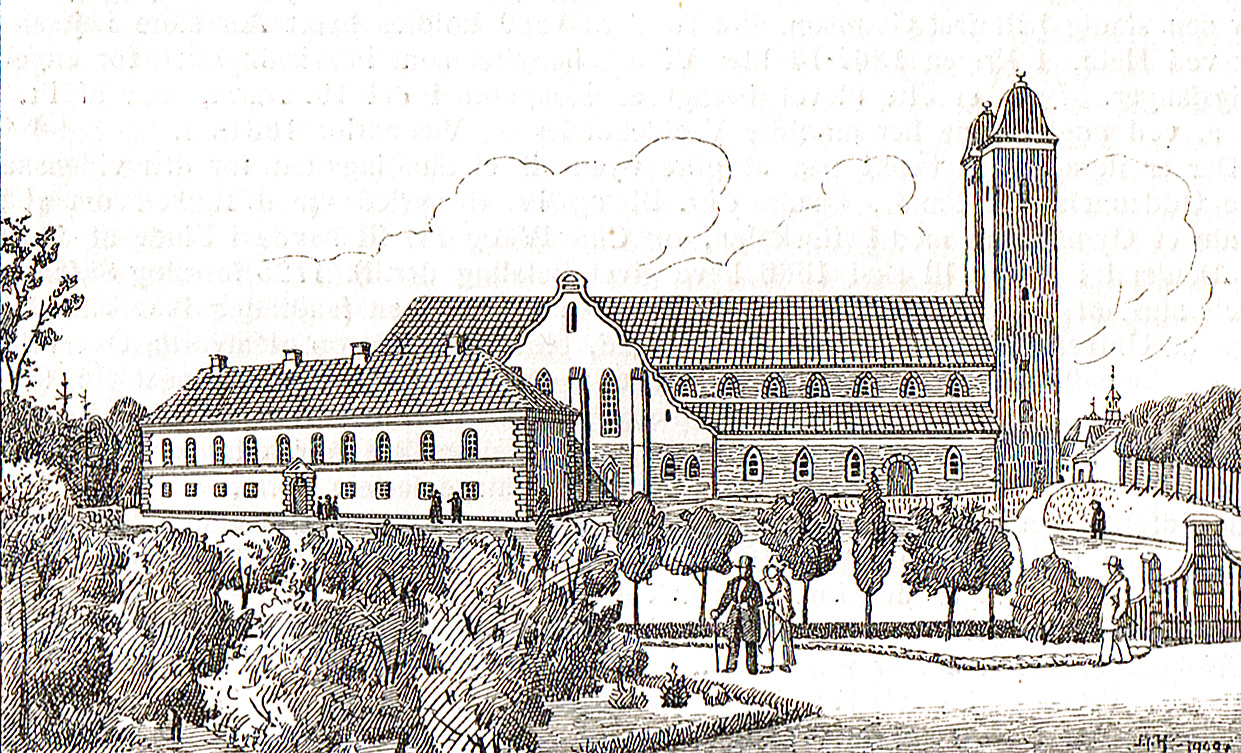
Viborgs domkyrka.

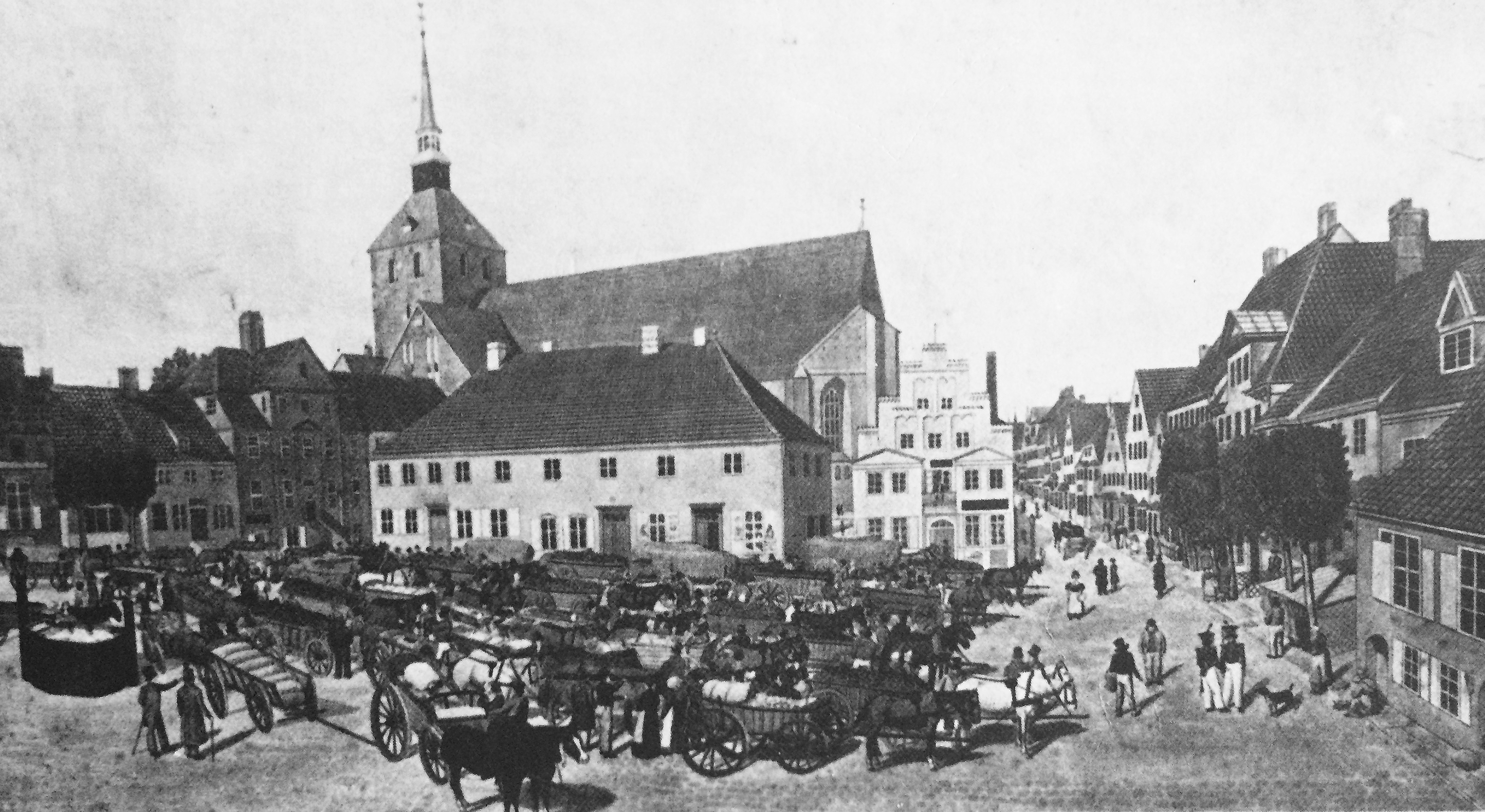
Südermarkt i Flensburg 1830

Friedrich Wilhelm Otte, född 1795 troligen i Hannover, död 26 januari 1861 i Flensburg, var en tysk-dansk målare, tecknare och litograf.
Otte kallades in till Sverige som teckningslärare för de svenska prinsarna Oskar och Leopold. Han flyttade på 1830-talet från Stockholm till Flensburg där han utförde en fyra meter lång kolorerad utsikt över staden i Flensburgs danska bibliotek. Otte är representerad vid Flensburgs konstindustrimuseum.